# Duncanville
Duncanville é uma cidade localizada no estado norte-americano do Texas, no Condado de Dallas.

## Demografia
Segundo o censo norte-americano de 2000, a sua população era de 36.081 habitantes.
Em 2006, foi estimada uma população de 35.583, um decréscimo de 498 (-1.4%).

## Geografia
De acordo com o United States Census Bureau tem uma área de 29,2 km², dos quais 29,2 km² cobertos por terra e 0,0 km² cobertos por água. Duncanville localiza-se a aproximadamente 213 m acima do nível do mar.

## Localidades na vizinhança
O diagrama seguinte representa as localidades num raio de 16 km ao redor de Duncanville.